# Avril 1932

## Événements
- Début de la guerre du Chaco entre la Bolivie et le Paraguay. Le Paraguay prend l’initiative du conflit et inflige de lourdes pertes à l’armée bolivienne. Cette guerre se terminera en 1935 par la victoire du Paraguay.
- En Bolivie, 5 000 personnes, ouvriers, mineurs et intellectuels manifestent contre la guerre.
- Premier vol du Potez 450.

- 3 avril : Grand Prix de Tunisie à Carthage. Victoire du pilote italien Achille Varzi sur une Bugatti Type 51.
- 10 avril :  
  - élection présidentielle en Allemagne remportée par le président sortant Paul von Hindenburg (indépendant). Le maréchal est élu président de l'Allemagne avec 53 % des voix contre 36,8 % à Adolf Hitler;
  - France : suicide de l'écrivain André Baillon, que tente aussi sa maîtresse Marie de Vivier, à laquelle il a probablement donné une fille, Marguerite Mathieu, sept ans plus tôt.
  - Mille Miglia

- 17 avril : Grand Prix automobile de Monaco.
- 18 avril, France : création de la Banque nationale pour le commerce et l'industrie, elle sera dissoute en mai 1966 pour devenir la Banque nationale de Paris.
- 25 avril : création de l'Armée de guérilla populaire antijaponaise par Kim Il Sung, pour lutter contre l'occupation de la Corée par le Japon.
- 27 avril : Imperial Airways ouvre une liaison régulière pour les passagers entre Londres et Le Cap (Afrique du Sud).

## Naissances
- 2 avril : Edward Michael Egan, cardinal américain, archevêque de New York († 5 mars 2015).
- 4 avril : 
  - Andreï Tarkovski, réalisateur soviétique († 28 décembre 1986).
  - Pierre Lacotte, danseur et chorégraphe français († 10 avril 2023).
- 9 avril : Carl Perkins, chanteur américain de rock 'n' roll de Tiptonville, Tennessee († 19 janvier 1998).
- 10 avril : Omar Sharif, acteur égyptien († 10 juillet 2015).
- 11 avril : Joel Grey, acteur américain.
- 12 avril : 
  - Jean-Pierre Marielle, acteur.
  - Azzedine Guellouz, intellectuel, diplomate et universitaire tunisien († 18 avril 2023).
- 14 avril : Loretta Lynn, auteure-compositrice-interprète américaine de musique country († 4 octobre 2022).
- 16 avril : Pete Rodríguez, musicien américain († 11 mars 2024).
- 18 avril : Nadine de Rothschild, actrice et écrivaine française.
- 19 avril : Fernando Botero, peintre et sculpteur colombien († 15 septembre 2023).
- 24 avril : Yumi Katsura, couturière japonaise.
- 25 avril : 
  - William Roache, acteur britannique.
  - Frene Ginwala, politicienne sud-africaine († 12 janvier 2023).
- 27 avril :
  - Anouk Aimée, comédienne française († 18 juin 2024).
  - Clément Guillon, évêque catholique français, évêque de Quimper († 9 juillet 2010).

## Décès
- 1er avril : Wellington Hay, chef du Parti libéral de l'Ontario.
- 4 avril : Wilhelm Ostwald, chimiste allemand.
- 20 avril : Giuseppe Peano, mathématicien italien.
- 25 avril : Albert Rigolot, peintre français (° 28 novembre 1862).